# 坎金圖區
坎金圖區（西班牙語：Distrito de Kankintú），是巴拿馬的一個行政區，位於該國西北部，由恩戈貝-布格雷特區負責管轄，面積2,422.1平方公里，2010年人口33,121，人口密度每平方公里12.17人。